# TAI/AgustaWestland T129
TAI/AgustaWestland T129 ATAK je dvoumotorový, tandemový, víceúčelový útočný vrtulník do každého počasí založený na platformě vrtulníku Agusta A129 Mangusta. T129 byl vyvinut společností Turkish Aerospace Industries (TAI) s partnerem AgustaWestland.
Program ATAK začal plnit požadavky tureckých ozbrojených sil na útočný a taktický průzkumný vrtulník. T129 je výsledkem integrace turecké avioniky, modifikací draku a zbraňových systémů do draku stroje AgustaWestland A129 s modernizovanými motory, reduktorem a listy rotoru. Je používán tureckou armádou a dalšími službami včetně tureckého četnictva. Vrtulník má jednotkovou cenu zhruba 50 milionů USD.

## Vývoj

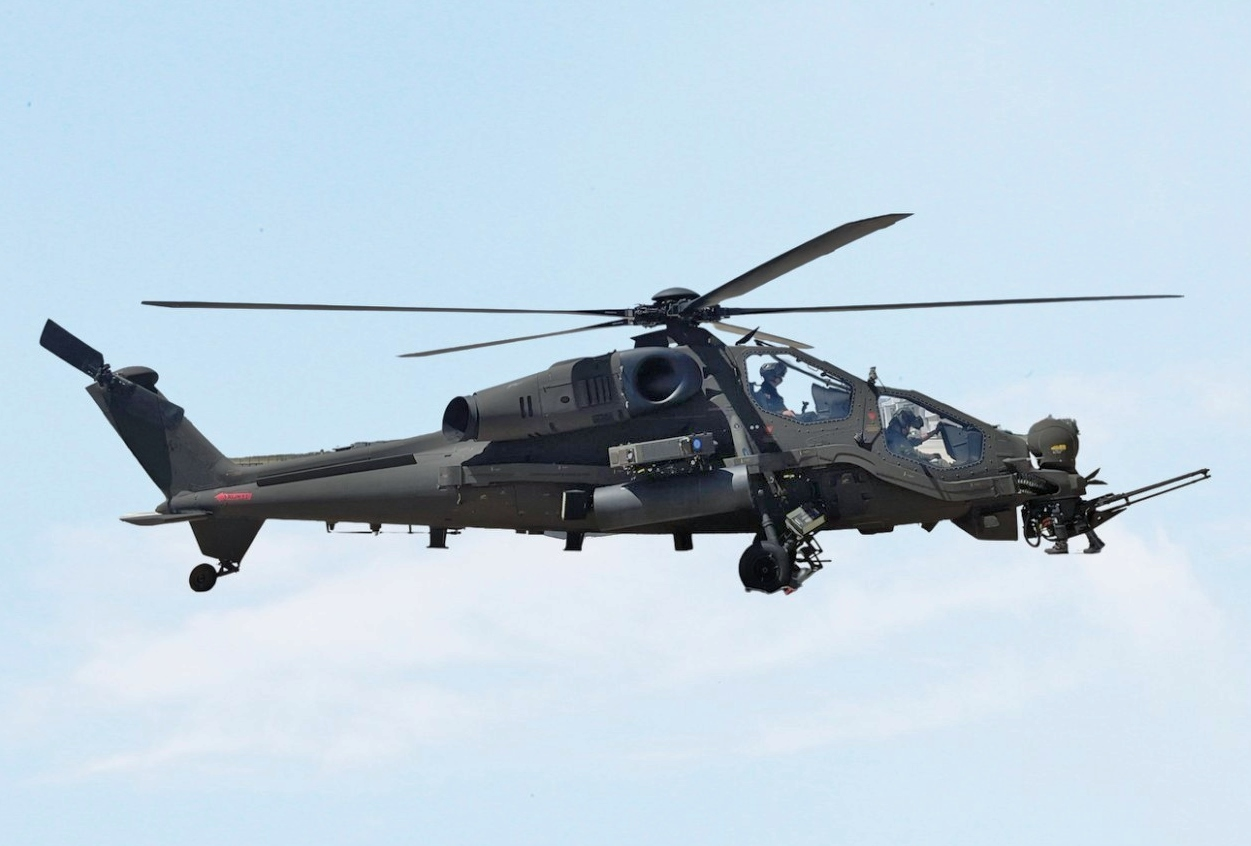
Filipínský T129B za letu

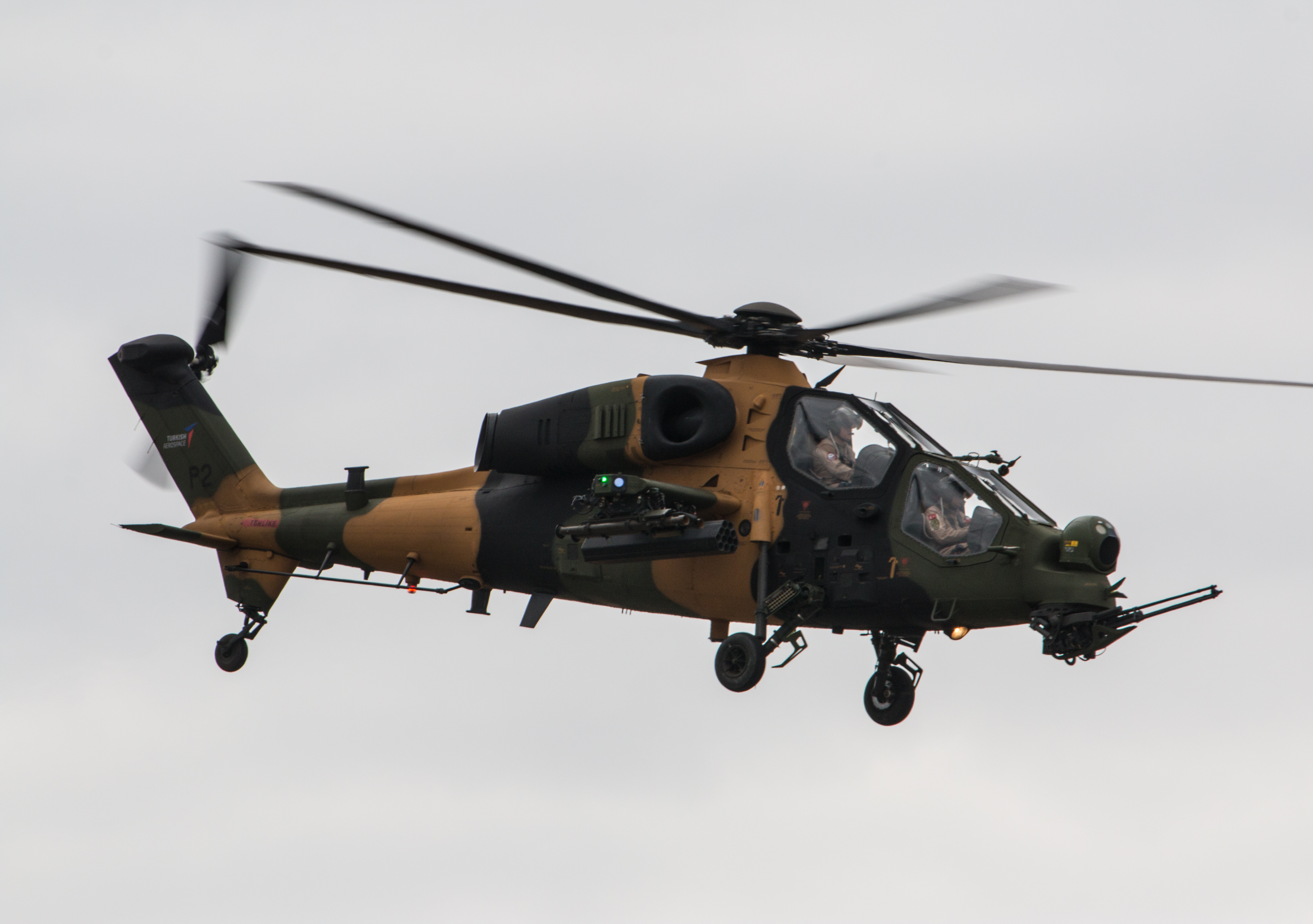
T129 ATAK na Farnborough International Airshow 2018, Hampshire

Smlouvu o spolupráci na vývoji tureckého bitevního vrtulníku ATAK podepsala dne 7. září 2007 turecká společnost TAI s italským leteckým výrobcem Agusta. Základem nového typu se stal vyzkoušený italský typ Agusta A129 Mangusta, upravený dle tureckých požadavků a z části vybavený domácími tureckými systémy (taktický počítač, kompletní avionika, zbraňový systém, přilbové zaměřovače, senzory atd.). Už tehdy bylo rozhodnuto o sériové výrobě typu společností TAI, která rovněž získala práva na tento typ a povolení stroj vyvážet do dalších zemí (mimo Itálie a Velké Británie – domovských států společnosti AgustaWestland).
Zpočátku bylo postaveno šest prototypů T-129 označených P1 až P6, z nichž první tři postavila AgustaWestland a zbylé TAI. Ke vzletu prvního prototypu došlo v Itálii dne 28. září 2009. V březnu 2010 byl první prototyp zničen kvůli havárii způsobené poruchou motorů. Nahradil ho dodatečně objednaný prototyp P7. Prvotní objednávka činila 51 sériových strojů víceúčelové bitevní verze T129B s opcí na dalších 40. Prvních 30 strojů přitom bude mít větší podíl zahraničních komponentů (řada tureckých systémů pro T129 je stále ve vývoji). V roce 2010 turecká armáda přiobjednala ještě devět vrtulníků zjednodušené podpůrné verze T129A. Výzbroj těchto strojů, ve službě nahrazujících bitevní vrtulníky AH-1P Cobra, tvoří pouze 20mm kanón a neřízené střely. Protitanková či jiná raketová výzbroj jim chybí. Na verzi T129A byly přestavěny turecké prototypy P4 a P5. Vojskové zkoušky vrtulníků probíhají od července 2012. Jako první se do služby roku 2013 dostala verze T129A (roční zpoždění oproti plánu). Složitější verze T129B bude následovat. Sériová výroba typu T129 by měla probíhat nejméně do roku 2018.
V květnu 2018 Pákistán objednal 30 vrtulníků T129.

## Konstrukce

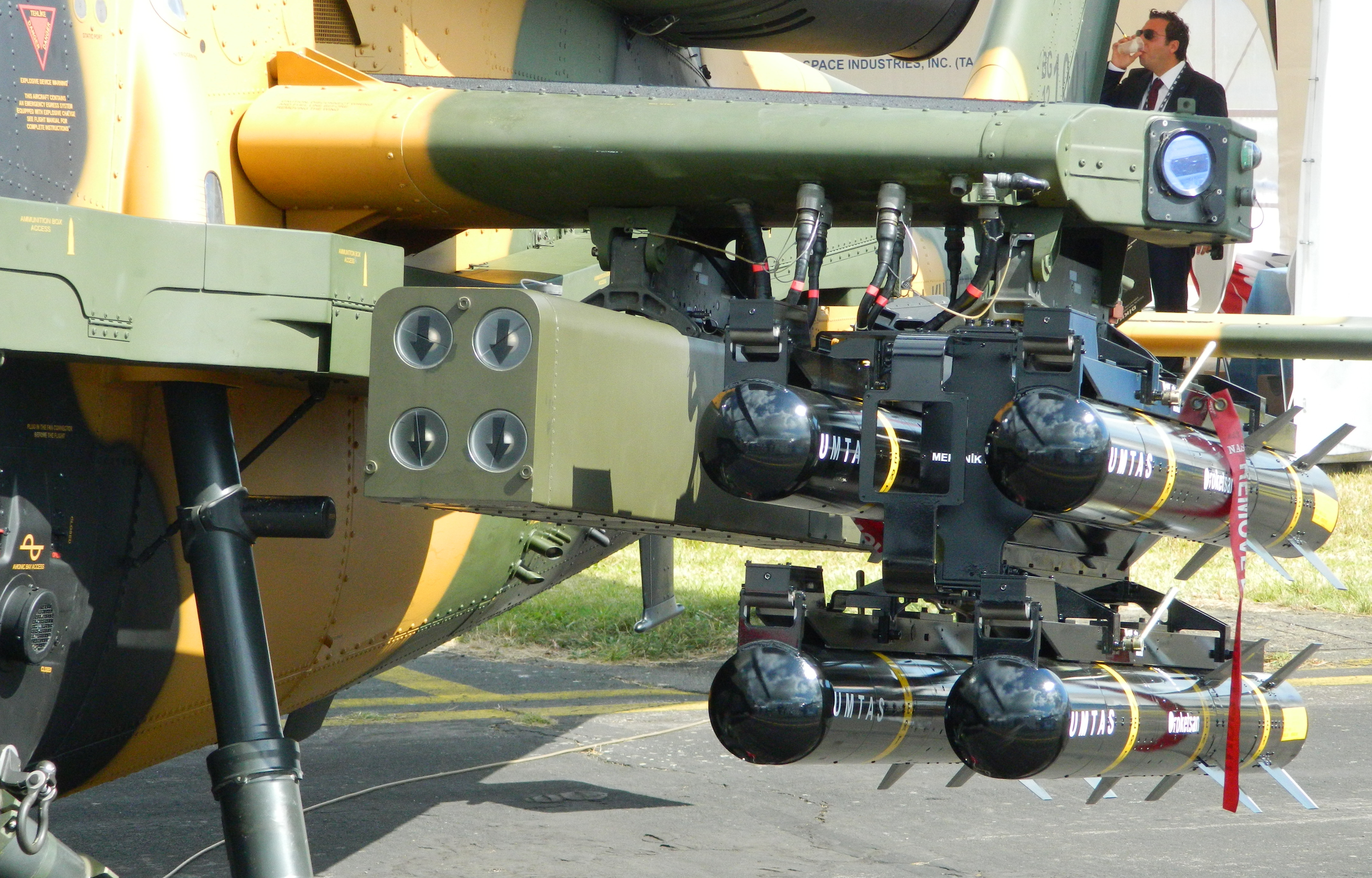
Detail výzbroje tureckého T129

Jedná se o dvoumístný bitevní vrtulník klasického uspořádání. Pilot a operátor zbraňových systémů sedí za sebou ve stupňovitě uspořádaných kokpitech. Členové posádky budou vybaveni tureckým přilbovým zobrazovacím zaměřovacím systémem AVCI firmy Aselsan. Primárním senzorem vrtulníku je elektrooptická hlavice Aselsan ASELFLIR-300T nesoucí například kameru, termokameru a laserový dálkoměr se značkovačem cílů. Senzory jsou umístěny v přídi nad kanónem.
Trup vrtulníku je vyroben ze slitin hliníku. Vrtulník pohání dva turbohřídelové motory LHTEC CTS-800-4A s plně elektronickým řízením FADEC. Jejich licenční výrobu zajistí turecká společnost Tusaş Engine Industries. Motory roztáčí pětilistý kompozitový nosný rotor a dvoulistý vyrovnávací rotor. Vrtulník disponuje pevným kolovým podvozkem.
Hlavňovou výzbroj tvoří tříhlavňový 20mm rotační kanón umístěný ve věžičce pod přídí. Zásoba munice pro kanón činí 500 nábojů. Další výzbroj o celkové hmotnosti 1200 kg vrtulník může nést na čtyřech podkřídelních závěsnících. Podvěsnou výzbroj tvoří například laserem naváděné 70mm rakety Roketsan CIRIT, protitankové řízené střely Roketsan UMTAS, protiletadlové řízené střely Stinger, pouzdra s 12,7mm kulomety či přídavné palivové nádrže.

## Varianty
- T129A – zjednodušená podpůrná varianta nesoucí pouze 20mm kanón a 70mm neřízené rakety. Dosud objednáno 9 kusů.
- T129B – víceúčelový bitevní vrtulník se širokou škálou výzbroje. Dosud objednáno 51 kusů.

## Zahraniční uživatelé
Filipíny

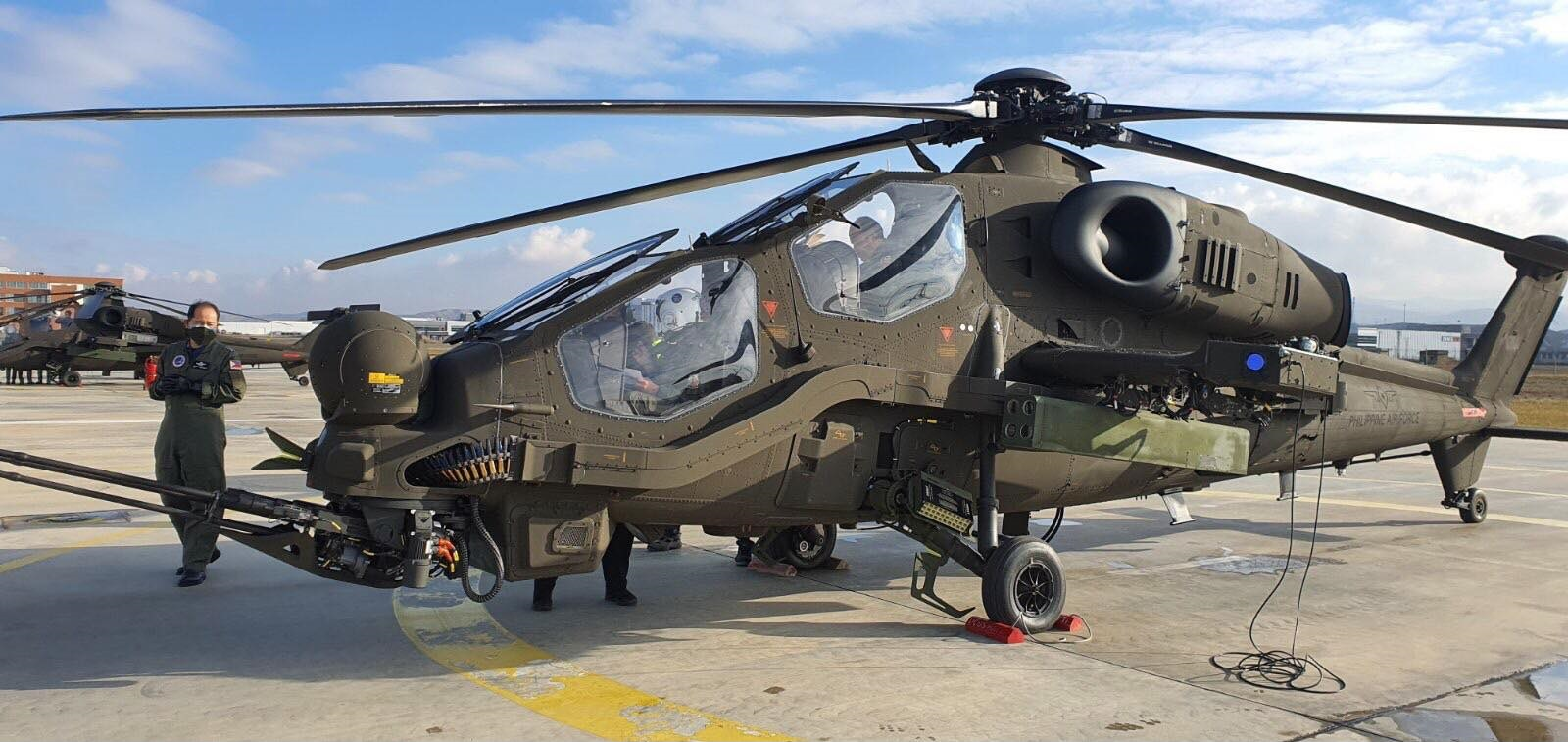
Filipínský T129B

Filipíny se staly prvním zahraničním uživatelem T129. Zakázka na šest strojů T129B měla hodnotu 284,8 milionu dolarů. Vrtulníky byly dodány po třech párech, které zákazník převzal v březnu 2022, listopadu 2022 a listopadu 2023.
 Nigérie
V červenci 2022 oznámil generální manažer společnosti Turkish Aerospace Industries (TAI) prodej šesti vrtulníků do Nigérie.

## Specifikace

### Technické údaje
- Posádka: 2
- Délka: 12,5 m
- Délka včetně rotorů: 13,45 m
- Průměr nosného rotoru: 11,9 m
- Výška: 3,4 m
- Prázdná hmotnost:
- Maximální vzletová hmotnost: 5000 kg
- Pohonná jednotka: 2× turbohřídelový motor LHTEC CTS-800-4A
- Výkon pohonných jednotek: 2× 1014 kW

### Výkony
- Cestovní rychlost: 269 km/h
- Dolet: 561 km
- Dostup: 6096 m
- Stoupavost: 16 m/s

### Výzbroj
- 20mm kanón
- 1200 kg výzbroje